# Нови град (концепт)
Нови градови су концепт у урбаном и просторном планирању који се развијао у 20. веку. Односи се на градове који су настали плански на терену на коме претходно није постојало градско насеље.
Многе престонице су настале као нови градови:
- Бразилија
- Чандигар
- Вашингтон
- Канбера
- Абуџа
- Јамусукро
- Астана
- Нови Београд
- Њу Делхи
- Исламабад
- Непјидо

Вртни град је специфичан концепт нових градова са почетка 20. века, који је дао основ за даљи развој нових градова. У Енглеској је након Другог светског рата донесен Закон о оснивању нових градова (енгл. New Towns). Политика просторног планирања у Француској је предвидела оснивање нових градова (фр. villes nouvelles) у околини Париза и у близини других великих гадова у Француској.